# نوبت عاشقی
نوبت عاشقی عنوان فیلمی از محسن مخملباف کارگردان ایرانی است که با وجود حضور در نهمین دوره جشنواره بین‌المللی فیلم فجر توقیف شد و به نمایش عمومی در نیامد.

## داستان
فیلم ۳ روایت دارد:
- روایت نخست: دربارهٔ پیرمردی است که گوشش سنگین است. درحال ضبط کردن صدای پرندگان در پارک، ناگهان متوجه می‌شود که زنی شوهردار به نام غزل با جوانی موبور رابطه دارد. پیرمرد به همسر (مرد مومشکی) زن اطلاع می‌دهد و مرد مومشکی جوان موبور را می‌کشد و زنش را زخمی می‌کند. سپس خود را تسلیم می‌کند؛ و گزل خودکشی می‌کند.
- روایت دوم:جوان موبور و زن (گزل) ازدواج کرده‌اند. گزل عاشق مرد مومشکی می‌شود؛ و با او رابطه دارد. پیرمرد (روایت اول) متوجه شده و به جوان موبور اطلاع می‌دهد. جوان موبور می‌خواهد مرد مومشکی را از بین ببرد اما خودش کشته می‌شود. دادگاه مرد مومشکی را به اعدام محکوم می‌کند و گزل خودکشی می‌کند.
- روایت سوم :مرد مومشکی و گزل ازدواج کرده‌اند. زن با جوان موبور رابطه عاشقانه دارد. پیرمرد متوجه می‌شود و به مرد مومشکی اطلاع می‌دهد. مرد مومشکی و جوان موبور با یکدیگر گلاویز می‌شوند اما جوان موبور از کشتن مرد مومشکی خودداری کرده و حاضراست به دست او کشته شود ولی مرد مومشکی اسباب ازدواج گزل و مرد موبور را فراهم می‌کند. در آخر داستان، پیرمرد به جوان موبور اعتراف می‌کند که عاشق گزل بوده است.

## دربارهٔ فیلم
این فیلم در استانبول ترکیه فیلم‌برداری شده و به زبان ترکی استانبولی است.

## جوایز
- ۱۳۶۹ - نامزد بهترین فیلمبرداری از نهمین جشنواره فیلم فجر ۱۳۶۹.

## حاشیه
این فیلم پس از نمایش در نهمین دوره جشنواره بین‌المللی فیلم فجر ۱۳۶۹ با استقبال گسترده مردم روبرو شد. از سوی دیگر، روحانیون و تندروهای نزدیک به حکومت ایران، این فیلم را به دلیل ستودن عشق زمینی، به جای عشق آسمانی، نکوهش کردند. صدها خبر و تحلیل و گزارش علیه فیلم منتشر شد و امامان جمعه گفتند اسلام در خطر است چونکه عاشقی را نوبتی کردند و صحبت از «فتنه مخملباف» شد. گفتگو دربارهٔ آن به مجلس ایران کشیده شد. در نهایت نیز، حکم توقیف فیلم صادر شد.